# Schizosaccharomyces octosporus
Schizosaccharomyces octosporus är en svampart som beskrevs av Beij. 1897. Schizosaccharomyces octosporus ingår i släktet Schizosaccharomyces och familjen Schizosaccharomycetaceae.   Inga underarter finns listade i Catalogue of Life.